# 더샵 송도 마리나베이
더샵 송도 마리나베이(영어: The Sharp Songdo Marina Bay)는 대한민국 인천광역시 연수구 송도동에 위치한 아파트다.